# Sebed
Sebed (románul: Șipet) falu Romániában, a Bánságban, Temes megyében.

## Fekvése
Temesvártól délkeletre, Széphely és Végvár közt fekvő település.

## Története
Sebed nevét 1462-ben említette először oklevél Zebet (Sebed) és Magerzebeth (Magyarsebed) néven.
1497-ben Tothsebeth és Magyarsebeth helységekről maradt fenn adat az oklevelekben. Az 1717-es összeírásban Schipeth néven jegyezték fel 100 házzal.
1818-ban a Duka családból való báró Duka Péter vásárolta meg a kincstártól. 1872-ben e család gróf Erdődy Lajosnak adta el, majd 1878-ban gróf Wenckheim Ferenc, Henrik, István és Dénes birtokába ment át, 1894-ben pedig Lévi Henrik vette meg. A 20. század elején dr. Schneider Károlynak és Stenged Ádámnak volt itt nagyobb birtoka.
A község eredeti helye a Szatulbatriu dűlőben volt, 1849-ben azonban a végvári magyarok az egész helységet elpusztították. A szabadságharc után építették a mostani helyére.
Az 1873 évi kolerajárványnak a lakosság fele része áldozatul esett.
A középkorban a mai Sebed környékén feküdt Oszlár, melynek neve az 1332-1337 évi pápai tizedjegyzékben fordult elő először, tehát már ekkor egyházas hely volt. 1456-ban Oszlári Majósi Mihály, 1497-ben özv. Vághi Jánosné birtoka volt és zálogjogon Csáki Mihályé. Sebed és Fólya táján fekhetett Szent-György is, mely 1497-ben szintén a Majosi családé volt.
A trianoni békeszerződés előtt Temes vármegye Csáki járásához tartozott.

## Népessége
1910-ben 2595 lakosa volt, melyből 74 magyar, 188 német, 2294 román volt. Ebből 117 római katolikus, 114 evangélikus, 2331 görög keleti ortodox volt.

## Híres személyek
- Itt született 1880-ban Czárán Dániel testneveléstanár, tornász.

## Nevezetességek
- Görög keleti román temploma – 1893-ban épült.

## Források

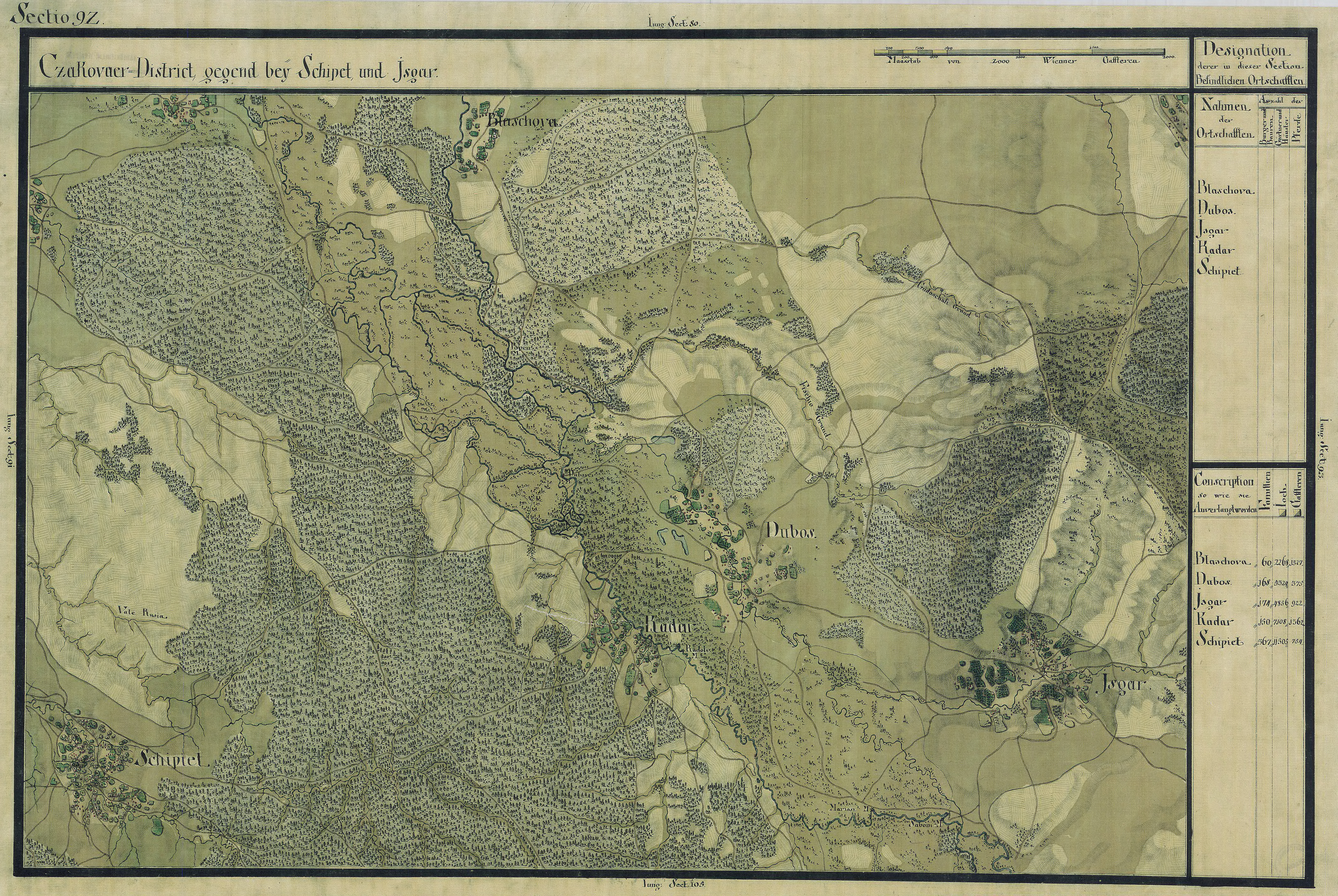
Sebed egy régi térképen